# Abierto Internacional Varonil Club Casablanca 2009
L'Abierto Internacional Varonil Club Casablanca 2009 è stato un torneo professionistico di tennis maschile giocato sulla terra rossa, che faceva parte dell'ATP Challenger Tour 2009. Si è giocato a Città del Messico in Messico dal 13 al 18 aprile 2010.

## Partecipanti

### Teste di serie
| Nazionalità | Giocatore        | Ranking* | Testa di serie |
| ----------- | ---------------- | -------- | -------------- |
| Stati Uniti | Kevin Kim        | 102      | 1              |
| Canada      | Frank Dancevic   | 111      | 2              |
| Giappone    | Gō Soeda         | 116      | 3              |
| Argentina   | Horacio Zeballos | 132      | 4              |
| Thailandia  | Danai Udomchoke  | 145      | 5              |
| Colombia    | Santiago Giraldo | 147      | 6              |
| Brasile     | Franco Ferreiro  | 157      | 7              |
| India       | Prakash Amritraj | 189      | 8              |

- Ranking al 6 aprile 2010.

### Altri partecipanti
Giocatori che hanno ricevuto una wild card:
- Borut Puc
- César Ramírez
- Bruno Rodríguez
- Victor Romero

Giocatori passati dalle qualificazioni:
- Matthias Bachinger
- Marcel Felder
- Vincent Millot
- Dick Norman
- Niels Desein (Lucky Loser)

## Campioni

### Singolare
Dick Norman ha battuto in finale  Marcel Felder, 6–4, 6(6)–7, 7–5

### Doppio
Sanchai Ratiwatana /  Sonchat Ratiwatana hanno battuto in finale  Víctor Estrella Burgos /  João Souza, 6–3, 6–3